# Pankrušicha
Pankrušicha (in russo Панкрушиха) è un villaggio (selo) del territorio dell'Altaj (Russia) con 4 916 abitanti (censimento del 14 ottobre 2010).

## Geografia
La località si trova 230 km in linea d'aria ad ovest del centro amministrativo regionale di Barnaul e 65 km ad ovest della città di Kamen'-na-Obi, sul bordo meridionale della «Cintura Forestale di Burla» (Burlinski lentotschny bor), una vasta foresta di pini larga 10 km che si estende per quasi 120 km sulla sponda sinistra dell'Ob', verso sud-ovest, da Ordynskoe, nel vicino oblast' di Novosibirsk, fino ad un punto poco ad ovest di Pankrušicha. Pankrušicha sorge sulla sponda sinistra del Burla, in prossimità della sua confluenza con uno dei suoi affluenti di sinistra, il Panšicha.
Pankrušicha è la sede amministrativa del rajon di Pankrušicha e la sede della comunità rurale Pankrušichinskij selsovet, alla quale appartiene, oltre al villaggio di Pankrušicha, anche il vicino insediamento di Saretshny.

## Storia
Il villaggio è stato fondato nel 1759. Nel 1924 è divenuto capoluogo del rajon.

### Evoluzione demografica
Fonte: Risultati del Censimento Russo del 2010. Volume 1. Numero e distribuzione della popolazione.
- 1959: 4444
- 1970: 4506
- 1979: 4862
- 1989: 4983
- 2002: 5201
- 2010: 4916